# 林律雄
林 律雄（はやし のりお、1950年3月1日 - ）は、日本の漫画原作者。栃木県出身。駒澤大学出身。『週刊漫画TIMES』に掲載された『謀殺第八課』（作画：北野英明）でデビュー。第20回文化庁メディア芸術祭マンガ部門にて、『総務部総務課山口六平太』がマンガ部門優秀賞を受賞した。

## 漫画作品
- 総務部総務課山口六平太（作画：高井研一郎、1986年 - 2016年、ビッグコミック、小学館）
- 小池さん（作画：高井研一郎）
- 上海ワンダーランド（作画：高井研一郎、短篇集、小学館）
- ゲンとユウ（作画：松田一輝、マンガくん、小学館）
- もうかりまっか?（作画：篠原とおる、1996年 - 1999年、ビッグコミックオリジナル増刊、小学館）
- 合気道橋本道場（作画：引野真二）
- おやこ刑事（作画：大島やすいち、1977年 - 1981年、週刊少年サンデー、小学館）
- 探偵物語カブ（作画：かわぐちかいじ、コミックバンバン、徳間書店）
- おれはゾンビだ!!（作画：左近士諒、ヤングリイド、リイド社）
- 俺の剣道（作画：左近士諒、リイドコミック、リイド社）
- 黄金のプレスマン（作画：土山しげる、漫画パンチ、芳文社）
- 幕末血風録（作画：土山しげる）
- あすなろ愚連隊（作画：土山しげる、リイドコミック）
- 巨根三四郎（作画：のだしげる）
- サカキ（作画：てしろぎたかし、スーパージャンプ、集英社）
- 危険な飛行（作画：松森正、ビッグコミックオリジナル、小学館）
- シュワッチ（作画：峰岸とおる、週刊少年マガジン、講談社）
- みあげた玉三郎（作画：小島一将、少年サンデー増刊、小学館）（単行本は双葉社）
- 悪しませう（作画：川口敬、少年ビッグコミック、小学館）
- 平和っぽい街（作画：笠太郎、近代麻雀オリジナル、竹書房）

## 単著書
- マンガ原作者への道（株式会社スパイク、1997年6月、ISBN 978-4896212556）
- 戦国風雲伝（歴史群像新書、学研）
  - 第1巻 - 選ばれし者（2002年4月、ISBN 978-4054016149）
  - 第2巻 - 甲越相和す（2002年8月、ISBN 978-4054017801）
  - 第3巻 - 本能寺燃ゆ（2003年10月、ISBN 978-4054022485）
  - 第4巻 - 決戦！関ケ原（2005年3月、ISBN 978-4054027305）